# Resistance Fighters – Die globale Antibiotika-Krise
Resistance Fighters – Die globale Antibiotika-Krise ist ein Dokumentarfilm des deutschen Regisseurs Michael Wech und des Produzenten Leopold Hoesch aus dem Jahr 2019. Der Film wurde am 19. März 2019 auf Arte ausgestrahlt und feierte am 24. März 2019 auf dem Copenhagen International Documentary Festival CPH:DOX internationale Festival-Premiere.

## Inhalt
Der Film thematisiert das Phänomen der sich weltweit ausbreitenden Antibiotikaresistenz sowie die damit verbundenen Folgen für das menschliche Zusammenleben. Ausgangspunkt des Dokumentarfilms ist die Sonderversammlung der UN im September 2016 in New York, bei der das Problem der weltweit wachsenden Antibiotikaresistenz ein zentrales Thema war. Im Verlauf des Films kommen dabei verschiedene Experten des Themengebiets zur Sprache: Wissenschaftler, wie u. a. Timothy Walsh, einer der weltweit führenden Mikrobiologen für Antibiotikaresistenz von der Cardiff University, die nach den Ursachen für die Verbreitung der Resistenzen und Alternativen zu Antibiotika suchen, Politiker, wie der britische Finanzexperte Jim O’Neill, 2014 vom damaligen Prime Minister David Cameron zum Sonderbeauftragten für Antibiotikaresistenz ernannt, die die öffentliche Aufmerksamkeit auf das Problem lenken wollen und die ökonomische Dimension der Antibiotikaresistenz in den Fokus rücken, sowie Betroffene und deren Ärzte, die in Krankenhäusern gegen Infektionen mit multiresistenten Keimen ankämpfen. Der Einsatz von Antibiotika in der Tiermast spielt im Film eine zentrale Rolle. Darüber hinaus werden die Entdeckung des ersten Antibiotikums Penicillin durch den schottischen Wissenschaftler Alexander Fleming und der Aufstieg der Antibiotika zum weltweit eingesetzten Heilmittel besprochen. Gedreht wurde der Film unter anderem in den USA, Großbritannien, Vietnam, Bangladesh sowie in Deutschland.

## Produktion und Vertrieb
Der Film ist eine Koproduktion von Broadview Pictures und dem ZDF und entstand in Zusammenarbeit mit Arte. Er wurde mit Mitteln der Hessischen Filmförderung und der Film- und Medienstiftung NRW gefördert.
Der Vertrieb des Films erfolgte ab Februar 2019 durch den Dokumentarfilmverleih Dogwoof, der unter anderem den Oscar-prämierten Dokumentarfilm Free Solo vertrieben hat.

## Festivals und Preise
- März 2019: Internationale Festival-Premiere beim Copenhagen International Documentary Film Festival CPH:DOX[2]
- Juni 2019: Aufführung in Halle (Saale) beim Silbersalz Science & Media Festival[3]
- September 2019: USA-Premiere in New York im Rahmen der Generalversammlung der Vereinten Nationen. Auftaktrede des US-Gesundheitsministers Alex Azar (mit Unterstützung der Bill-und-Melinda-Gates-Stiftung, Centers for Disease Control and Prevention, Wellcome Trust)[4]
- Oktober 2019: Kanada-Premiere in Vancouver beim Vancouver International Film Festival – Preisträger „Impact Award“[5][6]
- Oktober 2019: Aufführung in Palo Alto beim United Nations Association Film Festival[7]
- Oktober 2019: Aufführung in Paris beim Pariscience Film Festival[8] – Preisträger „Grand Prix AST – Ville de Paris“[9]
- Januar 2020: Aufführung in La Jolla, Kalifornien bei den Impact Doc Awards – Preisträger “Award of Excellence Special Mention: Documentary Feature”[10]
- Januar 2020: Aufführung in Dhaka, Bangladesch beim Dhaka International Film Festival[11]
- Februar 2020: Aufführung in Rotterdam beim Durch Global Health Film Festival, Rotterdam[12]
- Februar 2020: Aufführung in Sedona beim Sedona International Film Festival[13]
- April 2020: Aufführung in Olomouc beim Academia Film Olomouc Festival[14]
- 2020: Aufführung in Kiev beim Kiev International Film Festival[15]
- Juni 2020: Nominierung beim Deutschen Fernsehpreis in der Kategorie "Beste Dokumentation"
- Juni 2020: Preisträger beim Deutschen Fernsehpreis in der Kategorie "Bester Schnitt Info/Doku"